# Pseudomyoleja tsaratanana
Pseudomyoleja tsaratanana är en tvåvingeart som först beskrevs av Albany Hancock 1985.  Pseudomyoleja tsaratanana ingår i släktet Pseudomyoleja och familjen borrflugor.
Artens utbredningsområde är Madagaskar. Inga underarter finns listade i Catalogue of Life.